# Pillywiggin
Vous lisez un « bon article » labellisé en 2011.
Les pillywiggins sont de minuscules lutins et fées gardiens de la flore, cités par le folklore anglais et irlandais. De taille minuscule, ils possèdent des antennes et des ailes de papillon ou de libellule, vivent en groupe et passent leur temps à s'amuser et à batifoler parmi les fleurs.
Ils sont décrits par Nancy Arrowsmith, puis entre autres, par Pierre Dubois dans La Grande Encyclopédie des fées et Leçons d'elficologie.

## Origine
Les pillywiggins sont des fées du folklore anglais, associées aux fleurs du printemps, personnifications de « l’essence divine des plantes ». Ils sont cités dans le folklore de l'île de Grande-Bretagne et de l'Irlande. Pierre Dubois cite les alvens de Hollande et certaines fées à la frontière de l'Ardenne belge, qui jouent des rôles similaires.
Le nom « Pillywiggin » apparaît en 1977 dans l'ouvrage Guide de terrain du petit peuple de l'Américaine Nancy Arrowsmith , qui estime que le nom de ces créatures provient du comté anglais du Dorset,. On le retrouve dans un recueil du folkloriste américain Tristram Potter Coffin, daté de 1984.
Les Pillywiggins sont aussi cités dans l'ouvrage ésotériste de l'autrice de Faery Wicca Edain McCoy (1994), qui les classe parmi les fées élémentaires, citant leur préférence pour l'ombre des grands chênes (une caractéristique également présente dans la description de Bane), et décrivant une reine des pillywiggins très séduisante, qui se nomme Ariel et chevauche des chauves-souris,.

## Description
L'autrice Catherine Rager (2003) les décrit comme étant des lutins, alors que Theresa Bane les associe aux fées (fairies). Ailés, ils mesurent généralement un centimètre, mais peuvent changer de taille. Leur nourriture est composée de rosée et de pollen. Ce sont des trooping fairies, des créatures qui évoluent en groupe. Ils n'ont pas d'intérêt particulier pour les êtres humains, mais peuvent participer à certaines de leurs activités telles que les cérémonies de mariage ou d'autres fêtes. À la différence d'autres fées du folklore britannique, ils ne sont pas réputés pour jouer de mauvais tours aux humains.
Selon Pierre Dubois, ils sont les plus minuscules de la gent elfique avec les Tiddy du Lincolnshire. « Merveilleusement beaux » grâce à leurs attributs de papillon, ils affectionnent les parcs et jardins anglais, dans toutes les régions du Royaume-Uni sauf les Midlands, ainsi qu'en Irlande. Ils y passent leur temps à jouer et à batifoler,. Ce sont des esprits gardiens de la petite flore, vivant au rythme des plantes qu'ils protègent. Ils hibernent de novembre à avril, jusqu'au chant du coucou.
Ils ignoreraient les humains, préférant danser parmi les fleurs sauvages, à l'ombre de grands chênes, où ils se trouvent habituellement. Leurs représentations populaires les montrent chevauchant des abeilles de fleur en fleur, ou eux-mêmes de la taille d'une abeille,.
D'après les spécialistes du jardinage Karan Davis Cutler et Barbara W. Ellis, le folklore anglais associe surtout les pillywiggins à la tulipe.

## Mentions dans la fiction et dans le jeu vidéo
Les pillywiggins ont donné leur nom au roman pour la jeunesse Pilliwiggins and the Tree Witch de Julia Jarman. Dans Alexander of Teagos, Paula Porter décrit les pillywiggins comme des êtres « silencieux, mais qui parlent à votre cœur ». Ils se trouvent également dans des romans de fantasy, comme celui de Rebecca Paisley, A Basket of Wishes, dans Seekers of the Chalice de Brian Cullen, dans By Venom's Sweet Sting de Tiffany Trent, dans The Lost Secret of the Green Man de Tiffany Turner, qui les décrit comme les gardiens des fleurs sauvages, et dans d'autres œuvres de fiction.
Le pillywiggin jaune et le pillywiggin rouge sont des ennemis notables du jeu Final Fantasy XI, apparentés aux abeilles,.
Dans son ouvrage de littérature d'enfance et de jeunesse Leçons d'elficologie, Pierre Dubois présente une planche qui met en scène la métamorphose d'une jeune pillywiggin en fée-papillon. Une comptine publiée dans un livre enfantin d'Australie décrit des Pillywiggin qui chantent. Un ouvrage de contes moderne en italien évoque la proximité des Pillywiggins avec la digitale et la campanule.
Pillywiggin multicolore est le titre d'une chanson pour les enfants dans l'album Viens vite… Je t'invite de Pakita, sorti en 2007.